# Martin Lapointe
Martin Lapointe (Ville Saint-Pierre, 12 settembre 1973) è un dirigente sportivo ed ex hockeista su ghiaccio canadese.

## Carriera
Nella sua lunga carriera ha raccolto oltre 1000 presenze in NHL, tra stagione regolare e play-off, con le maglie di Detroit Red Wings (con cui ha vinto la Stanley Cup per due volte), Boston Bruins, Chicago Blackhawks e Ottawa Senators. Nei primi anni di carriera ha giocato anche in American Hockey League, nel farm team dei Red Wings, gli Adirondack Red Wings, con cui vinse la Calder Cup nel 1992.
Con la maglia della nazionale Under-20 ha disputato tre edizioni dei mondiali di categoria, vincendone due (1991 e 1993, quest'ultimo da capitano della squadra). Ha giocato anche un mondiale con la maglia della nazionale maggiore (nel 2000): il Canada chiuse quarto.
Dopo il ritiro è divenuto dapprima scout per i Chicago Blackhawks, poi, dal 2012, è divenuto un dirigente dei Montréal Canadiens. Qui ha ricoperto il ruolo di direttore dello sviluppo giocatori, per poi essere promosso nel 2017 a direttore del personale dei giocatori. Nel 2021 ha rinnovato il contratto coi Canadiens, andando a ricoprire il ruolo di direttore degli scout per le leghe amatoriali.

## Palmarès

### Club
- Calder Cup: 1

Adirondack Red Wings: 1991-1992
- Stanley Cup: 2

Detroit Red Wings: 1996-1997, 1997-1998

#### Giovanili
- Quebec Major Junior Hockey League: 2

Laval Titan: 1989-1990, 1992-1993

### Nazionale

#### Giovanili
- : Canada 1991, Svezia 1993